# RNCニュース
『RNCニュース』（アールエヌシーニュース）は、西日本放送（テレビ：NNN系列・ラジオ：NRN/JRNクロス）で放送されているローカルニュース番組である。

## 概要
2009年10月現在、この名称は西日本放送のインターネット公式ニュースサイトとラジオ放送の一部時間帯のみで使われている。

## テレビニュース
テレビでは『RNCニューススポット』（夜枠）および『JUST NEWS』（日曜の夕方枠）の名称で放送されている。いずれの番組もこちらで紹介する。

### RNCニューススポット
- 2008年10月より、21時前（20:54 - 21:00）に放送されていた全国ニュース枠『NNNニューススポット』（ごく稀に、同タイトルのままローカルニュースに差し替える場合もあった）が21時からの番組の直前放送に衣替え（月曜 - 土曜に日本テレビと読売テレビで、月曜 - 金曜に中京テレビで放送。日曜には日本テレビは『ハレの翼』を、読売テレビは番宣番組『ウキキちゃんねる』を、中京テレビでは週末に番宣番組『チュウキョ〜くんといっしょ。』を放送）したことによって廃止され、『RNCニューススポット』として帯のローカルニュース枠を復活することになった（「ニューススポット」のロゴは独自のもの）。なお、月曜 - 金曜については『NEWS ZERO』ローカル枠の差し替えニュース（ローカルニュース1 - 2本＋週間天気）をそのまま移行する形を採り、土曜・日曜には『RNC JUST NEWS』として新設枠を設けた。『RNC JUST NEWS』に関しては後述。
- 現在21時前（月曜日のみ22時前）で放送しているが、全国ネットの単発特番やスポーツ中継の影響で、時間帯は流動的になる場合があるほか、放送が休止（特に春と秋の改編期や年末年始など）になる場合がある。なお、月曜日に関しては2017年4月に『世界まる見え!テレビ特捜部』が20:00 - 21:00に放送時間を変更し、後続番組（2022年4月現在は『しゃべくり007』）へステブレレスで接続するようになったため、放送時間が21:54 - 22:00に変更された。また、2022年4月からは火曜日 - 木曜日の20時台の番組が20:00 - 21:00に時間変更し、後続番組へステブレレスで接続する方式となったのに伴う改編で従来より1時間繰り上げとなった。
  - 月曜 21:54 - 22:00
  - 火曜 - 木曜 19:54 - 20:00
  - 金曜 - 日曜 20:54 - 21:00
    - 月曜 - 金曜：ニュースに続いて天気予報、土曜・日曜：ニュース終了後、CMを挿んで天気予報
    - 月曜 - 金曜：キャスターの挨拶（画面右上に「RNCニューススポット」のロゴ表示。日によっては挨拶をカットし、開始直後からニュースを読み始める場合がある）→ニュース本編→香川・岡山の週間天気→30秒のスポットCMまたは番宣【スポンサーがあるときにはスポンサーCM】→エンディング（提供クレジットはこの静止画クレジットの際に中央下部に表示される）
    - 土曜・日曜：キャスターの挨拶（月曜 - 金曜と同様の編成）→ニュース本編→30秒のスポットCMまたは番宣→天気予報本編→エンディング
- 1970年代にはテーマ曲として、西部劇『大いなる西部』のテーマ曲（ジェローム・モロス作曲）のイントロ部分を流用していた。

### JUST NEWS
- 日曜日 17:25 - 17:30
- 番組タイトルは、『RNCニュース』→『RNC JUST NEWS』を経て現在では『JUST NEWS』となっている（1970年代、1980年代にRNCを含む日本テレビ系列で放送された全国ニュース『NNN JUST NEWS』とは関係ない）。だが、西日本放送の公式ページの番組表やEPG番組表では「RNC Just News」の表記が使用されている。番組最後のタイトルとともに「西日本放送・四国新聞社」の連名で表記されている（四国新聞との協力・提携の形を取っているが、あくまでRNCの自社取材によるローカルニュースである）。
- 『真相報道 バンキシャ!』内でのローカルニュース差し替えは行なわれておらず、事実上この『JUST NEWS』が日曜夕方のローカルニュースという扱いになっている（『 - バンキシャ!』内のローカル枠では香川・岡山の天気予報を放送している）。
  - 2018年3月までは土曜日の16:55 - 17:00にも放送されており、その後放送される『news every.サタデー』においてはローカルニュース枠を設けず別の番組を放送していた。2018年4月以降は当番組に替わり『news every.サタデー』のローカルニュース枠を新設している。
- 1990年代半ばには平日昼帯（13:55 - 14:00）で流れていたが、『THE ワイド』（現・『情報ライブ ミヤネ屋』）開始に伴って廃枠となった（『THE ワイド』開始初期にはまだ14:00飛び乗りで、枠は存続されていた）。現在は金曜以外は『news every.』16時台前半の天気コーナーを差し替えてローカルニュースを挿入し、金曜日は『every.フライデー』にてニュースが伝えられる。
- 『JUST NEWS』はオープニング→ニュース本編→エンディングとシンプルな番組構成であるが、『RNCニューススポット』には一部曜日に番組スポンサーが付いているほか、ニュース本体のオープニングが存在しないという違いがある（上記参照）。

### 差し替え枠
- 一方で、平日帯以外でのローカルニュース差し替えについては、現在『NNNストレイトニュース』のローカル枠で平日・土日を問わずに差し替えを行っている。
  - 2008年10月中旬までは、平日深夜において『NNNきょうの出来事』→『NEWS ZERO』のローカル枠をローカルニュース（＋週間天気）に差し替えていた（なお、『NEWS ZERO』の初期にはローカル枠が縮小されていたためにローカル天気のみだったが、ごく稀にローカルニュースへの差し替えを行う場合もあった）。現在、『news zero』のローカル枠では香川・岡山で余程のニュースや災害が無い限りは関東地方の天気予報の部分のみ香川・岡山の天気予報に差し替えて放送し、その後の「#今だから」もしくは「天気のコトバ」は差し替え無しでそのまま放送している。
- また、週末深夜の『Going! Sports&News』のローカル枠については、日曜日に香川・岡山の県知事選挙または主要都市の市長選挙が行なわれた場合のみ開票情報という形でローカル枠の差し替えを行うが、通常時は関東ローカルのニュースを差し替え無しでそのまま放送する。
- かつての『NNN日曜夕刊』→『NNNニュースプラス1サンデー』→『The独占サンデー』ではローカルニュース差し替えは実施していたが、現在の『真相報道 バンキシャ!』ではローカルニュースは行なわれず、ローカル天気のみになった（2005年9月までは実施、現在ローカルニュースは『JUST NEWS』で対応している）。
- その他1970年代、当初は17:30 - 17:50→のちに『読売新聞ニュース』（読売新聞東京本社制作・日本テレビ放送網委託）の17:00 - 17:10への移動に伴い17:40-18:00の枠の夕方のワイドニュースとして『RNCニュース「香川・岡山」』が放送されていたが、これは1980年4月1日から18:00 - 18:30の枠に移り『ニュース・RNC6時!!』となった。

## ラジオニュース
- 独立した枠としては平日には無く（いずれも自社ワイド番組・全国ネットのワイド番組で内包されている）、土日の17:50 - 18:00と20:55 - 21:00に実施。
  - 『@ll night nippon Super!』をネットしていた時期に、22:58から2分間の枠を設けていた時期もあった。
- RNCニュースと名乗るのはごく少数で、殆どは系列の新聞社名を名乗る形を取っている。全国ニュースは『読売新聞ニュース』で、香川県内のローカルニュースは『四国新聞ニュース』である。通常はまとめて伝えているので、冒頭に「読売新聞ニュースと四国新聞ニュースをお送りします」と言う。
- 平日において午前中の『さわやかラジオ きょうも一日きし、快晴!』中においてはパーソナリティの岸たけし（RNCアナウンサー）がそのまま担当。午後の『ミュージックインランチボックス』『情報てんこもりラジオでDON』については後続の『RNC TODAY』担当の日野真（RNCアナウンサー）が担当している。まれに違うアナウンサーが担当する場合があり、その際にはテレビ『NNNストレイトニュース』のローカルパート担当だったアナウンサーや『RNC NEWSリアルタイム』のメインキャスター（鴨居真理子（RNCアナウンサー）か山口喜久一郎（元RNCアナウンサー）のどちらか）が担当する。